# Ouija
|  | Per a altres significats, vegeu «Ouija (desambiguació)». |

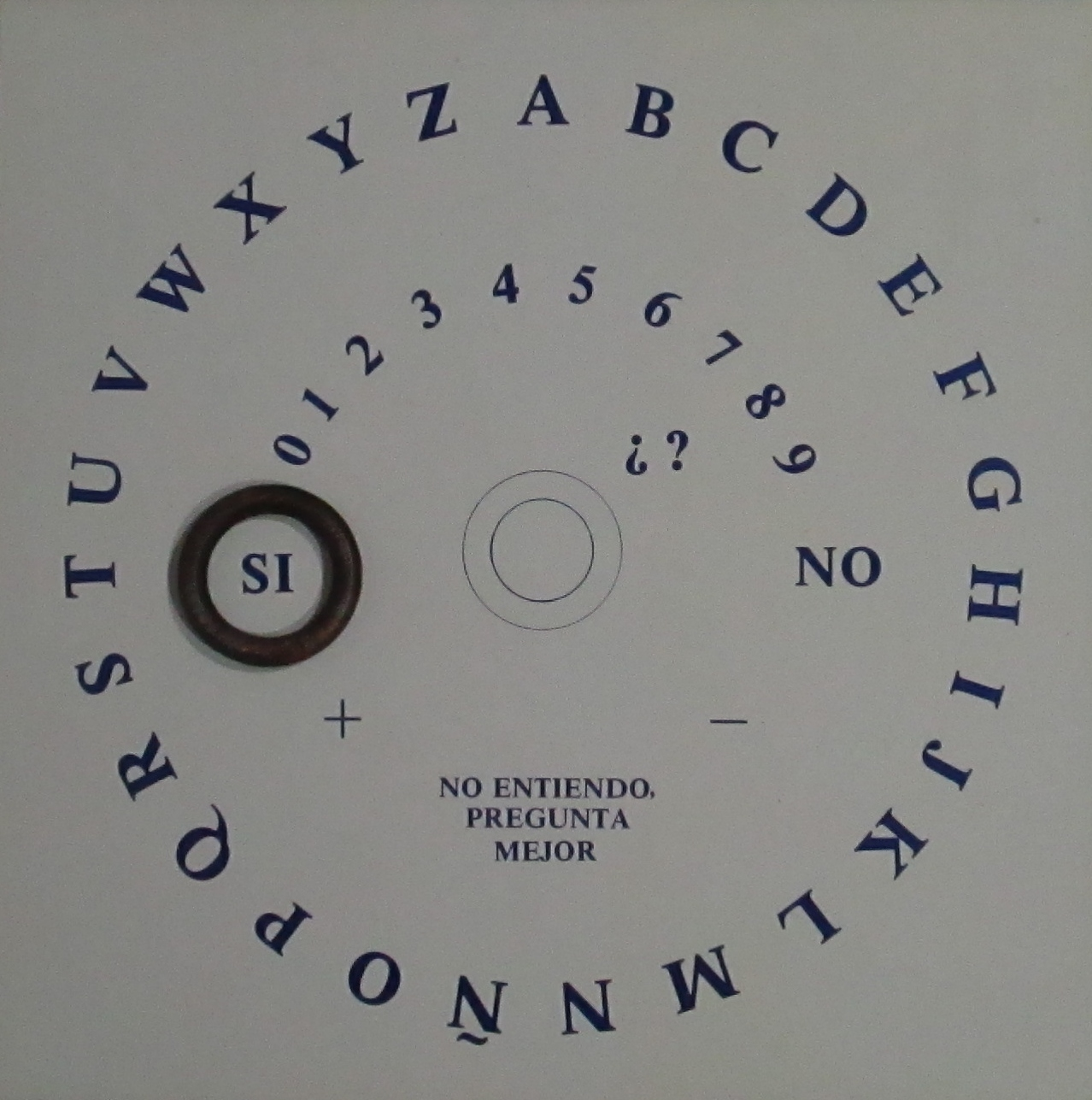
Ouija

La ouija (pronunciat [wìjá] o [wíʒə]) és un tauler amb les lletres de l'alfabet i els números del 0 al 9, entorn del qual es reuneixen diverses persones per a comunicar amb els esperits dels difunts o altres entitats, les quals assenyalarien les seves respostes per mitjà d'un objecte que es desplaça per lletres i números tot formant mots i frases.

## Història de la ouija
La ouija té un origen imprecís situat en la moda espiritista que inundava Occident a finals del segle xix, i que va donar lloc a una patent registrada el 28 de maig del 1890 declarant Elijah J. Bond el seu inventor i William H. A. Maupin i Charles W. Kennard com a titulars. No és clar si Bond o els titulars van inventar realment alguna cosa o simplement van patentar una de les moltes planchettes o taules parlants per a comunicar-se, suposadament, amb els esperits que circulaven per Europa i Amèrica. En tot cas, Kennard crearia l'empresa (Kennard Novelty Company) per a la fabricació del tauler i començaria a vendre els primers exemplars el 1890. Kennard va inventar, així mateix, el nom ouija, tot afirmat que era un mot egipci que significa «bona sort» —la qual cosa no és certa. Posteriorment la patent va ser venuda a William Fuld, antic empleat de Kennard, la companyia del qual va comercialitzar l'objecte fins que Parker Brothers va adquirir els drets el 1966. Va ser Fuld qui va proclamar que la paraula 'ouija' era una barreja dels vocables oui i ja, 'sí' en francès i alemany respectivament.

## Objectiu de la ouija
Segons els seus seguidors, la ouija té com a fi el contacte de les persones que hi participen amb suposats esperits, ànimes en pena, extraterrestres i culturalment s'associa amb el contacte amb éssers de la religió catòlica com Déu i el Dimoni, tot i que això últim és rebutjat per estudiosos de la ouija.

## Crítiques
Durant més de segle i mig de vida de la ouija s'han realitzat diversos experiments que, segons alguns escèptics, psicòlegs i científics que han investigat sobre aquesta pràctica, posen de manifest que la ouija no estableix contacte amb éssers suposadament paranormals.
Una prova és la necessitat que les persones estiguin en contacte amb el vas: si aquest és tocat, es mou. Això dona peu a la teoria de l'acció ideomotriu, és a dir, el moviment del vas o peça que serveixi de marcador seria moguda involuntàriament per petites pressions dels dits.
En un altre experiment, realitzat per Larry Bayou, en el qual els participants no veien les lletres que assenyalaven, no es va formar un mot coherent en el temps que va durar la prova. Això podria demostrar que els participants són realment els qui creen les paraules de manera inconscient i, per tant, necessiten veure el tauler.